# Алджебра
Алджебра Блессетт (англ. Algebra Blessett; урожд. Алджебра Фелисия Блессетт (англ. Algebra Felicia Blessett); 9 апреля 1976) — американская R&B-певица.
Родилась в семье госпел-певицы и бас-гитаристки, выросла под влиянием музыки соул, госпела и R&B. Как и многие ритм-н-блюзовые исполнители в школьном возрасте пела в евангелистском хоре; однако в интервью певица отмечала, что в те годы была в большей степени увлечена спортом, но неуспехи в спорте сподвигли её заниматься менее интересным на тот момент пением.
Начала карьеру в качестве бэк-вокалистки R&B-исполнителей Маники и Билала. Этой ей помогло в дальнейшем заключить контракт в Атланте с лейблом Rowdy Records. Гастролировала вместе с Энтони Гамильтоном и сотрудничала с Индиа.Ари. Позже научилась играть на гитаре и стала давать собственные концерты в клубах Атланты, начала самостоятельно сочинять песни.
В 2006 году на лейбле Kedar Entertainment выпустила свой дебютный сингл «U Do It For Me». В 2008 году вышел дебютный альбом Purpose. Альбом продержался в американском чарте Billboard R&B 14 недель и достиг 56-го места; также альбом поднимался на 37-е место в Heatseekers Albums.
В 2013 году состоялся выпуск альбома Recovery; второй альбом достиг 149-го места в чарте Billboard 200, 2-го места в Heatseekers Albums и 23-го место в Top R&B/Hip-Hop Albums.

## Дискография
Альбомы
| Purpose                                                                       | - Выпущен: 26 февраля 2008 - Лейбл: Kedar | —   | 37 | 56 |
| Recovery                                                                      | - Выпущен: 2013                           | 149 | 2  | 23 |
| «—» означает, что альбом не попал в чарты или не был выпущен в другой стране. |                                           |     |    |    |

Синглы
- 2006: «U Do It For Me»
- 2008: «Run and Hide»
- 2012: «Black Gold» — совместно с Эсперсой Сполдинг[4]
- 2013: «Nobody But You»[5]